# Liste der Naturdenkmale in Hirschberg (Rhein-Lahn-Kreis)
Die Liste der Naturdenkmale in Hirschberg nennt die im Gemeindegebiet von Hirschberg ausgewiesenen Naturdenkmale (Stand 20. Mai 2024).

## Naturdenkmale
| Nr.         | Bezeichnung | Lage                                              | Beschreibung                                                     | Bild                                    |
| ----------- | ----------- | ------------------------------------------------- | ---------------------------------------------------------------- | --------------------------------------- |
| ND-7141-410 | Stieleiche  | nordöstlich des Ortes; Abteilung Hirkelsberg Lage | Quercus robur, um 1730 gekeimt, 24 m hoch bei 1,43 m Durchmesser | Direkt Bild zu diesem Denkmal hochladen |